# Росас, Фелипе
Фели́пе Ро́сас Са́нчес (исп. Felipe Rosas Sánchez, 5 февраля 1910 — 17 июня 1986) — мексиканский футболист, полузащитник. Игрок клуба «Атланте» и сборной Мексики, участник чемпионата мира 1930 года, старший брат Мануэля Росаса.

## Биография
Фелипе Росас провёл свою карьеру в клубе «Атланте». Принимал участие в первом чемпионате мира по футболу, сыграл на турнире 3 матча. Также участвовал в отборочных играх к чемпионату мира 1934 и Играх Центральной Америки и Карибского бассейна 1935, где по итогам выступлений сборная Мексики заняла первое место. За шестилетний период выступлений за сборную Фелипе сыграл в общей сложности 11 матчей и забил 2 мяча.
| Матчи и голы Фелипе Росаса за сборную Мексики | Матчи и голы Фелипе Росаса за сборную Мексики | Матчи и голы Фелипе Росаса за сборную Мексики | Матчи и голы Фелипе Росаса за сборную Мексики | Матчи и голы Фелипе Росаса за сборную Мексики | Матчи и голы Фелипе Росаса за сборную Мексики | Матчи и голы Фелипе Росаса за сборную Мексики       |
| --------------------------------------------- | --------------------------------------------- | --------------------------------------------- | --------------------------------------------- | --------------------------------------------- | --------------------------------------------- | --------------------------------------------------- |
| №                                             | Дата                                          | Место проведения                              | Соперник                                      | Счёт                                          | Голы                                          | Турнир                                              |
| 1                                             | 13 июля 1930                                  | Монтевидео, Уругвай                           | Франция                                       | 1:4                                           | -                                             | Чемпионат мира 1930                                 |
| 2                                             | 16 июля 1930                                  | Монтевидео, Уругвай                           | Чили                                          | 0:3                                           | -                                             | Чемпионат мира 1930                                 |
| 3                                             | 19 июля 1930                                  | Монтевидео, Уругвай                           | Аргентина                                     | 3:6                                           | -                                             | Чемпионат мира 1930                                 |
| 4                                             | 4 марта 1934                                  | Мехико, Мексика                               | Куба                                          | 3:2                                           | -                                             | Отборочный матч к ЧМ 1934                           |
| 5                                             | 11 марта 1934                                 | Мехико, Мексика                               | Куба                                          | 5:0                                           | 1                                             | Отборочный матч к ЧМ 1934                           |
| 6                                             | 24 мая 1934                                   | Рим, Италия                                   | США                                           | 2:4                                           | -                                             | Отборочный матч к ЧМ 1934                           |
| 7                                             | 27 марта 1935                                 | Сан-Сальвадор, Сальвадор                      | Сальвадор                                     | 8:1                                           | -                                             | Игры Центральной Америки и Карибского бассейна 1935 |
| 8                                             | 28 марта 1935                                 | Сан-Сальвадор, Сальвадор                      | Гватемала                                     | 5:1                                           | -                                             | Игры Центральной Америки и Карибского бассейна 1935 |
| 9                                             | 30 марта 1935                                 | Сан-Сальвадор, Сальвадор                      | Куба                                          | 6:1                                           | 1                                             | Игры Центральной Америки и Карибского бассейна 1935 |
| 10                                            | 1 апреля 1935                                 | Сан-Сальвадор, Сальвадор                      | Гондурас                                      | 8:2                                           | -                                             | Игры Центральной Америки и Карибского бассейна 1935 |
| 11                                            | 2 апреля 1935                                 | Сан-Сальвадор, Сальвадор                      | Коста-Рика                                    | 2:0                                           | -                                             | Игры Центральной Америки и Карибского бассейна 1935 |

Итого: 11 матчей / 2 гола; 7 побед, 0 ничьих, 4 поражения.